# Gempolan (Sei Bamban)
Gempolan is een bestuurslaag in het regentschap Serdang Bedagai van de provincie Noord-Sumatra, Indonesië. Gempolan telt 4185 inwoners (volkstelling 2010).